# Willy Borsus

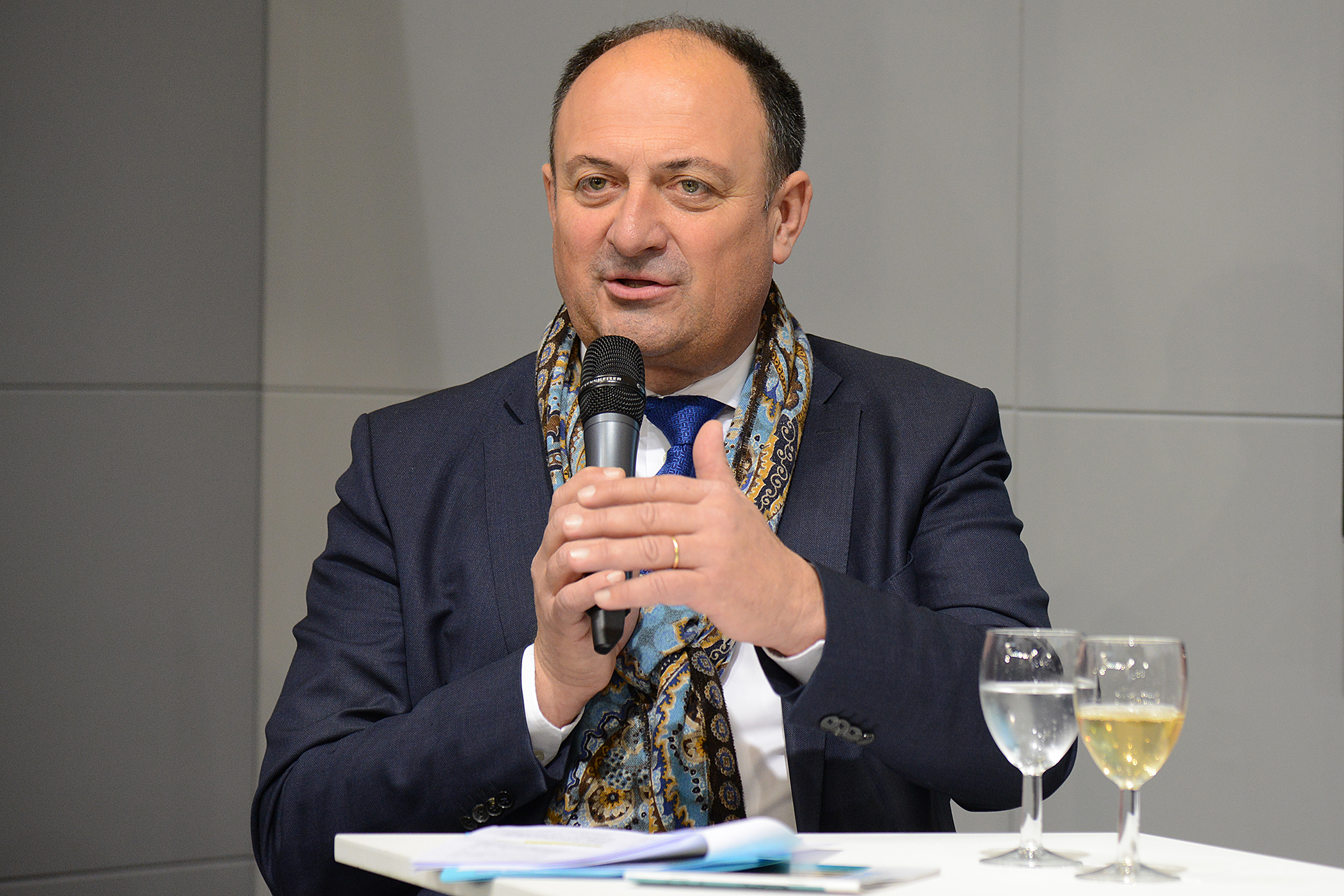
Willy Borsus 2017

Willy Borsus (* 4. April 1962 in Pessoux bei Ciney) ist ein belgischer Politiker der Partei Mouvement Réformateur (MR). Er ist Ministerpräsident der Wallonie. Davor war er Föderalminister für den Mittelstand, für Selbständige, KMU, Landwirtschaft und soziale Integration in der Regierung Michel. Borsus ist seit 2004 Abgeordneter des Wallonischen Parlaments und des Parlaments der Französischen Gemeinschaft. Von 1994 bis 2014 war er Bürgermeister von Somme-Leuze.

## Leben
Willy Borsus, Sohn eines Landwirts, begann zunächst ein Hochschulstudium in Rechtswissenschaften (IESN in Namur) und belegte eine Weiterbildung in europäischem Sozialrecht. Anschließend wurde er parlamentarischer Mitarbeiter von Charles Cornet d’Elzius (PRL, heute MR).
Eingestiegen in die aktive Politik ist Borsus zunächst auf lokaler Ebene. 1988 wurde er in den Gemeinderat von Somme-Leuze gewählt, 1994 wurde er dort Bürgermeister. Im selben Jahr wurde er auch in den Provinzialrat von Namur gewählt.
Borsus nahm 2001 im Kabinett des damaligen wallonischen Raumordnungsministers Michel Foret (MR) eine Stelle als Berater an, bis er 2004 ins Wallonische Parlament gewählt wurde. Dort übernahm er 2009 den Fraktionsvorsitz der oppositionellen MR. Innerhalb der MR gehörte Borsus zur „Renaissance-Gruppe“, die nach den Föderalwahlen von 2009, bei denen die MR herbe Verluste einstecken musste, den Rücktritt des damaligen Vizepremiers, Finanzministers und MR-Vorsitzenden Didier Reynders forderte. Er ist seitdem Vizevorsitzender der MR.
Als nach den Föderalwahlen vom 25. Mai 2014 die MR als einzige französischsprachige Partei der Regierung unter Premierminister Charles Michel (MR) beitrat, übernahm Borsus das Amt des Ministers für den Mittelstand, für Selbständige, KMU, Landwirtschaft und soziale Integration. Im Gegenzug gab er seine lokalen Ämter ab.
Im Juni 2017 entzog die cdH in der Region Wallonien der regierenden PS-cdH-Koalition unter Ministerpräsident Paul Magnette (PS) das Vertrauen; sie beantragte zusammen mit der MR ein konstruktives Misstrauensvotum zur Bildung einer neuen MR-cdH-Regierung („Blaue Orange“) ein. In dieser Regierung wurde Borsus am 28. Juli 2017 schließlich Ministerpräsident. Sein Ministeramt in der Föderalregierung überließ er Denis Ducarme (MR).

## Übersicht über die politischen Ämter
- 1988 – 2014: Mitglied des Gemeinderats in Somme-Leuze
- 1994 – 2014: Bürgermeister von Somme-Leuze
- 1994 – 2004: Mitglied des Rates der Provinz Namur
- 2004 – heute: Mitglied des Wallonischen Parlaments und des Parlaments der Französischen Gemeinschaft (teilweise verhindert)
- 2014 – 2017: Föderaler Minister für Mittelstand, Selbständige, KMU, Landwirtschaft und soziale Integration in der Regierung Michel
- 2017 – heute: Ministerpräsident der Wallonie